# نیسگراو
نیسگراو (به آلمانی: Niesgrau) یک شهر در آلمان است که در اشلسویگ-فلنسبورگ واقع شده‌است. نیسگراو  ۵۹۶ نفر جمعیت دارد.